# 2012年ロンドンオリンピックのウガンダ選手団
2012年ロンドンオリンピックのウガンダ選手団（2012ねんロンドンオリンピックのウガンダせんしゅだん）は、2012年7月27日から8月12日にかけてイギリスの首都ロンドンで開催された2012年ロンドンオリンピックのウガンダ選手団、およびその競技結果。

## 概要
今大会は金1個を獲得した。
陸上競技男子マラソンでスティーブン・キプロティチが金メダルを獲得した。ウガンダ勢の金メダル獲得は1972年ミュンヘンオリンピックの陸上競技男子400mハードルのジョン・アキ＝ブア以来、10大会ぶり史上2人目。

## 選手団
- 人員: 選手 15人
- 開会式旗手: Ganzi Mugula

## メダル
| メダル | 選手名                     | 競技     | 種目         | 日付（現地） |
| ------ | -------------------------- | -------- | ------------ | ------------ |
| 金     | スティーブン・キプロティチ | 陸上競技 | 男子マラソン | 8月12日      |

## 種目別選手・スタッフ名簿及び成績

### 陸上競技
- ジェイコブ・アラプタニー（男子3000m障害）8分35秒85 予選敗退
- Thomas Ayeko（男子10000m）27分58秒96
- ベンジャミン・キプラガト（男子3000m障害）失格 決勝
- Abraham Kiplimo（男子5000m）13分31秒57 予選敗退
- スティーブン・キプロティチ（男子マラソン）2時間8分1秒 金メダル獲得
- Moses Kipsiro
  - （男子5000m）13分52秒25 決勝
  - （男子10000m）27分39秒22
- Geofrey Kusuro（男子5000m）13分59秒74 予選敗退
- Julius Mutekanga（男子800m）1分48秒41 予選敗退
- Janet Achola（女子1500m）4分11秒64 予選敗退
- Docus Inzikuru（女子3000m障害）9分35秒29 予選敗退
- Jane Suuto（女子マラソン）2時間44分46秒

### バドミントン
- エドウィン・エキリング（男子シングルス）1次リーグ敗退

### 競泳
- Ganzi Mugula（男子50m自由形）27秒58 予選敗退
- Jamila Lunkuse（女子50m自由形）28秒44 予選敗退

### ウエイトリフティング
- Charles Ssekyaaya（男子62kg級）